# Zec Restigo
La zec Restigo est une zone d'exploitation contrôlée (zec) située le territoire non organisé Les Lacs-du-Témiscamingue, dans la municipalité régionale de comté (MRC) du Témiscamingue,dans la région administrative de l'Abitibi-Témiscamingue, au Québec, au Canada.
La zec est administrée par l'Association protectrice de la faune de Témiscaming, qui est un organisme à but non lucratif.

## Géographie
La zec Restigo est située dans le comté de Témiscamingue, à l'est de la ville de Témiscaming. Elle est connexe au sud-est à la zec Dumoine, au sud à la zec Maganasipi et au nord à la zec de Kipawa. La zec Restigo est délimitée:
- au nord, par le lac Sorry et le "Petit lac du marécage",
- au nord-est par la rivière du pin Blanc,
- à l'ouest par les lacs Cotentré et "à la truite",
- au sud-ouest par le lac de la Tête d'Orignal,
- à l'est, par le lac du Cochon.

Les principales rivières de la zec sont: Kipawa (à l'ouest), Des Jardins, Fildegrand (au sud-est) et du Pin Blanc (à l'est)
Principaux lacs
Les principaux lacs de la zec sont: À la Truite, Athabascan, Aux Huards, Avon, Beaver, Bryson, Caughey, Caugnawana, Chanty, Charette, Clair, Contentré, De l’Index, De la Gélinotte, De la Tête d’Orignal, Des Îles, Des Jardins, Des Sables, Du Cochon, Du Goéland, Du Marais, Du Micmac, Du Papillon, Eddie, En demi-lune, Hamilton, Homard, Katakwatciwanacik, Klondike, La Garde, Lépine, Lindsay, Line, Long, Lune, Maganasipi (Green Lake), Montégion, Petit lac Caugnawana, Petit lac des Jardins, Petit lac du marécage, Plantin, Pombert, Restigo, Sableux, Sairs (Brennan), Sorry, Sparks, Swansea, Thompson, Ti-Ri et Welsinger.
Postes d'accueil
- Accueil au chemin de Maniwaki (accueil principal). Trajet pour s'y rendre: Par l'Ontario jusqu'à North Bay. De North Bay jusqu'à Temiscaming via la route 63 (72 km). Le poste d'accueil est situé au 1200, chemin Maniwaki à Kipawa, à 12 km à l'est de Témiscaming.
- PROnature Témiscaming (accueil secondaire).

## Chasse et pêche
La zec compte 91 lacs dont 35 lacs sont exploités pour la pêche sportive. Quatre rivières traversent ce territoire dont 2 sont exploitées pour la pêche sportive.
Les espèces contingentées pour la chasse à la faune terrestre sont: orignal, cerf de Virginie, lièvre, gélinotte, tétras, ours noir. Le contigentement varie notamment selon les espèces, les engins de chasse, le sexe des bêtes (cerf et orignaux).
Quant à la pêche sportive dans la zec, les espèces de poissons contingentés selon les périodes de l'année et les plans d'eau sont: touladi, omble de fontaine, doré, brochet et achigan.

## Principaux attraits
Les chutes Turner sur la rivière Kipawa, situées au nord du lac Sairs (Brennan), valent le détour.
La zec offre plus de 120 emplacements de camping répartis sur 16 lieux de camping semi-aménagées (ou rustiques) qui sont: Lac du Fils 2, Desjardins Nord, Fils 1, Petit Desjardins, Tête d'Orignal, Lac Maganasipi, Du Fils 2 Sud, Lac du Fils Sud 1, Du Fils Ouest, Du Fils Nord-Ouest, Rivière Desjardins, Lac Bleau, Petit Caugnawana, Caugnawana, Desjardins Sud et La Garde.

## Toponymie
Le toponyme "zec Restigo" dérive du toponyme "Lac Restigo" qui constitue un important plan d'eau au centre de la zec.
Le toponyme "zec Restigo" a été officialisé le 5 août 1982, à la Banque des noms de lieux de la Commission de toponymie du Québec.